# Nim-Se Budapeste
Nehézipari Minisztérium Sportegyesület mais conhecido como Nim-Se Budapeste foi um clube de voleibol feminino e masculino húngaro fundado no ano de 1952 em Budapeste.

## Histórico
O NIM SE, time de ouro do vôlei feminino húngaro, foi fundado em 1952, chegou ao topo em 1964 e, na década de 1970, tornou-se um time de destaque internacional. Entre 1969 e 1981, conquistou onze títulos da liga e oito copas, sendo que em 1973 conquistou a única vitória do BEK no vôlei húngaro, mas conquistou a prata mais cinco vezes e o bronze duas vezes na série.
A equipe feminina estreou na divisão principal do Campeonato Húngaro apenas em 1965. Em 1966, conquistou o bronze do campeonato nacional, e dois anos depois tornou-se detentora das medalhas de prata do campeonato nacional. Foi em 1969  que obteve o primeiro título nacional e de forma invicta. Um ano depois, a equipe conquistou o vice-campeonato, perdendo para o Ujpest Doge apenas nos critérios de desempate, e desde 1971, por nove anos seguidos, conquista o campeonato nacional de forma consistente. Durante este período (desde 1969) fez uma dobradinha “de ouro”  por sete vezes, vencendo os campeonatos nacionais e a Copa da Hungria.
Em fevereiro de 1970, entrou pela primeira vez no cenário europeu, participando da Liga dos Campeões da Europa de 1969-70, vencendo de forma surpreendente na semifinal o CSKA Moscou, mas perdeu na final para outra equipe soviética, o Dínamo de Moscou. A partir da temporada seguinte, o principal troféu de clubes da Europa passou a ser disputado no formato pontos corridos e com a participação de quatro times que haviam passado das fases anteriores.
Na edição da Liga dos Campeões da Europa de 1972-73, realizada em Apeldoorn o time conquistou seu primeiro título continental,  e na partida de abertura da fase final,  foram a sensação derrotando de forma consistente o Dínamo Moscou em três partidas, vencendo também outros dois participantes na fase decisiva (Dínamo da RDA e Start da Polónia), passando a ser o primeiro clube húngaro a vencer tal competição e até 2023 permanece como o único, e no elenco campeão estavam:Katalin Steiner-Papp, Lucija Banhegy-Rado, Judith Gerhardt-Kiss, Eve Salai-Sebek, Beatrix Farkas, Emöke Enekes, Gabriella Beck, Katalin Halas-Marcis, Katalin Husar-Weber, Ilona Buzek- McLary, treinador Gabor Era.
Das sete edições seguintes da Liga dos Campeões, participou de seis, apenas não competiu em 1975-76. No torneio de 1974, a equipe atuou como detentora do título, e apenas uma derrota por 2 a 3 na última partida da final contra o Dínamo de Moscou não conquistou o bicampeonato de forma consecutiva, o mesmo ocorrido na temporada 1976-77; em 1975 conquistou o bronze ao derrotar o Dínamo Berlim. 
Na temporada 1977-78 perdeu o título para o Traktor Schwerin se repetiu em 1977 e, diante do CSKA Sófia perdeu mais uma final na temporada 1978-79 e obteve mais um bronze na edição de 1979-80 ao vencer o Dinamo Tirana.Em 1981, sagrou-se undecacampeão húngaro, mas no final da temporada o clube encerrou as atividades. Sua vaga na competição nacional foi ocupada por Vasas SC. Em 1966-1973, o clube tinha um time masculina que disputou a primeira divisão do campeonato húngaro.

## Títulos

### Nacionais
- Campeonato Húngaro: 11
- Campeão:1969, 1971, 1972, 1973, 1974, 1975, 1976, 1977, 1978, 1979, 1981
- Vice-campeão:1968, 1970, 1980
- Terceiro lugar:1966

- Copa da Hungria : 8
- Campeão:1969, 1970, 1971, 1972,1973, 1976, 1977, 1978
- Vice-campeão:1967, 1974, 1975, 1979, 1980.

- Supercopa da Hungria :  0

### Internacionais
- CEV Champions League: 1
- Campeão:1972-73
- Vice-campeão:1969-70, 1973-74, 1976-77, 1977-78, 1978-79
- Terceiro lugar:1974-75, 1979-80

- Copa CEV: 0
- Challenge Cup: 0